# Swerea MEFOS
Swerea MEFOS är sedan 2018 en del av metallforskningsinstitutet Swerim, ett forskningsinstitut med fokus på gruv-, mineral-, stål- och metallforskning, med verksamhet i Luleå och Stockholm.
Verksamheten i Luleå har fortsatt inriktning  på metallurgi. Huvuduppdraget är tillämpad forskning och utveckling inom processmetallurgi, värmning, bearbetning, miljöteknik och energieffektivisering, främst för stålindustri och metallindustri och deras leverantörer. Swerim har en anläggning i Luleå nära SSAB och en i Stockholm.  

## Historik
Swerea MEFOS historia kan spåras tillbaka till 1955 då Sveriges riksdag beslutade att staten skulle lösa in de privatägda stamaktierna i LKAB. Den 18 maj 1956 proklamerade dåvarande finansminister Gunnar Sträng att det var statens ansvar för att på lång sikt kunna utnyttja den unika lapplandsmalmen.  För detta syfte inrättades en malmfond som skulle se till att spara naturtillgångarna för kommande släktled, främst genom att se till att delar av inkomsterna satsades på näringslivets forsknings- och utvecklingsarbete. I december 1960 lämnade Jernkontoret in en remiss angående en fond för att med malmvinstmedel främja naturvetenskapligt forsknings- och utvecklingsarbete. Detta var första gången det lades ett förslag om att ha en svensk järnhantering med en gemensam metallurgisk forskningsstation i mer officiell form. Jernkontoret och dess direktör Ragnar Sundén, men framför allt överingenjören Ulf Notini, var sedan drivande för en etablering av forskningsstationen.

### Bildandet av en stiftelse & forskningsstation
Den 31 maj 1963 höll Ragnar Sundén ett anförande vid Jernkontorets tekniska diskussionsmöte  där han argumenterar för en försöksstation, och samma dag tillkännages att Norrlandsfonden  beviljat 12,3 miljoner kronor och Malmfonden 2 miljoner till en processmetallurgisk forskningsstation i Luleå. Senare samma år bildades Stiftelsen för Metallurgisk Forskning, som också blev ansvariga för försöksstationen,
genom ett konsortieavtal mellan Jernkontoret, LKAB, NJA (Norrbottens järnverk) och ytterligare 21 svenska stålföretag. Marken skänktes av LKAB, NJA och Luleå kommun.
Arbetet med att bygga upp stationen i Luleå kom att ledas av Ulf Notini som
hade glädjen att efter cirka två år, den 19 augusti 1965, kunna bjuda in prominenser
och experter till invigningen av den Metallurgiska Forskningsstationen.
I början av 1970-talet tog Jernkontoret beslutet att uppföra även en pilotanläggning inom det bearbetningstekniska området. Norrlandsfonden anslog medel och AMS bidrog med två tredjedelar av byggkostnaderna. Bearbetningstekniska Forskningsstationen invigdes 1975. Anläggningarna har senare byggts ut i flera etapper i samband med stora försöksuppdrag.

### Från stiftelse till aktiebolag
Verksamheten som startar 1965 går under namnet ”Metallurgiska Forskningsstationen”. Därefter tillkommer ”Bearbetningstekniska Forskningsstationen”. 1975 bildas namnet MEFOS (ur MEtallurgisk FOrSkning) och namnet ”MEFOS − Stiftelsen för Metallurgisk Forskning” börjar användas. Den 1 juli 2002 bildas ”MEFOS − Metallurgical Research Institute AB”, efter ett beslut om att industriforskningsinstituten ska bolagiseras. Bolaget ägs av Stiftelsen för Metallurgisk Forskning (75 %) och IRECO, numera Rise Research Institutes of Sweden, (25 %). 
Den 1 april 2009 blir MEFOS ett intressebolag i Swerea-koncernen och bolaget byter namn till Swerea MEFOS. Den 1 april 2012 blir Swerea MEFOS ett helägt dotterbolag till Swerea. Ägarföretagen samlas i MEFOR − Metallurgiska forskningsbolaget i Luleå AB, som äger en del av Swerea.

### Metallforskningsinstitutet Swerim bildas
Den 1 oktober 2018 bildade Swerea MEFOS och delar av Swerea KIMAB forskningsinstitutet Swerim AB. En del av korrosionsverksamheten hos Swerea KIMAB blev en del av Rise under namnet Rise KIMAB.